# Sistematična desenzibilizacija z imaginacijo
Sistematična desenzibilizacija z imaginacijo je tehnika za premagovanje fobij, ki izhaja iz vedenjske usmeritve. Podobno kot pri tehniki izpostavljanja klienti izdelajo hierarhijo fobičnih situacij, ki pa jih v tem primeru rešujejo z vizualizacijo.
Sistematična desenzibilizacija (z imaginacijo) je sicer učinkovita tehnika, vendar manj od desenzibilizacije, ki poteka na terenu (tehnike izpostavljanja).